# Kaczyce (stacja kolejowa)
Kaczyce – stacja kolejowa w Kaczycach, w województwie śląskim, w Polsce. Znajduje się na wysokości 269 m n.p.m.

## Ruch pasażerski
| Rok  | Wymiana pasażerska na dobę |
| ---- | -------------------------- |
| 2017 | 0-9                        |
| 2022 | 10-19                      |

## Historia
Początkowo w 1934 roku funkcjonowała jako mijanka oraz stacja techniczna. Wybudowano modernistyczny budynek stacyjny wraz z kasą, poczekalnią i nastawnią, magazyn oraz mieszkania dla pracowników kolei. W 1981 roku została rozpoczęta rozbudowa stacji kolejowej spowodowana budową kopalni węgla kamiennego "Morcinek" w Kaczycach. Obecnie stacja posiada jeden czynny peron wyspowy. Dworzec jest zamieszkany, kasa i poczekalnia są zamknięte. Stacja jest wykorzystywana na linii S58 (Czechowice-Dziedzice – Cieszyn) spółki Koleje Śląskie od 9 grudnia 2012, kiedy spółka ta przejęła obsługę kierunku od Przewozów Regionalnych.